# Kompisarna (TV-serie)
Kompisarna är en svensk TV-serie i fem delar från 1975, skapad av Christer Dahl, Bodil Mårtensson, Siv Widerberg och Mikael Beckman. Serien rubricerades som en bildberättelse och varje del var 20 minuter. Den sändes första gången i Sveriges Televisions TV2 mellan den 10 och 14 februari 1975.